# Neptosternus minimus
Neptosternus minimus är en skalbaggsart som beskrevs av Lars Hendrich och Michael Balke 1997. Neptosternus minimus ingår i släktet Neptosternus och familjen dykare. Inga underarter finns listade i Catalogue of Life.